# Brandon Ashley
Brandon Ashley (ur. 3 maja 1982 w Turynie) – amerykański muzyk, wokalista, autor tekstów i kompozytor. Były wokalista zespołu Brandon Ashley & The SilverBugs.

## Brandon Ashley & The Silverbugs
Brandon Ashley w 2004 roku założył grupę BA&SB, z którą w 2006 roku wydał minialbum pt. The Kreel Biz Inc. Został on dobrze przyjęty we wschodniej Europie. W roku 2007 wyruszyli w swoją pierwszą trasę nazwaną The Kreel Biz Inc Tour, która obejmowała 11 koncertów na Ukrainie, Białorusi i Mołdawii. W 2008 roku zespół wydał pierwszy album zatytułowany Nothing Lasts Forever wydany przez Kapkan Records i Bleed Records. Tego samego roku zespół wystąpił na Jakarta Rock Parade w Indonezji oraz wyruszył w kolejną trasę American Bitch Russian Tour 2008, tym razem w Rosji (13 koncertów).
W 2009 roku muzycy wyruszyli w europejską trasę koncertową jako support fińskiego zespołu Lordi. W ciągu dwóch miesięcy zagrali 35 występów w 16. krajach. Na początku tourné wystąpili także w Indiach przed 40-tysięczną publicznością, poprzedzając występ Iron Maiden. Wkrótce potem zespół został rozwiązany.

## Brandon Ashley
Projekt BRANDON ASHLEY powstał w 2009 roku. Głównym inspiratorem był sam wokalista. Po rozpadzie byłego zespołu BA&SB wziął się za solową karierę. Brandon czerpie inspiracje od The Velvet Underground i The Doors, urok od David Bowie, mroczność z końca lat 80 oraz cały post rock i electro z lat 90. We wrześniu pod dyrekcją Chada Michaela Warda (współpracował m.in. z Marilyn Manson – Personal Jesus) nagrał teledysk do swojego pierwszego solowego singla „My Decadent Thursday”.
W lutym 2010 wydał swój pierwszy minialbum zatytułowany Nightmare Factory 82, wyprodukowany przez Dead Bongo.

## Członkowie zespołu Brandon Ashley
Obecni
- Brandon Ashley – wokal
- Yu Phoenix – gitara elektryczna
- Sonny Lanegan – gitara basowa
- James Adrian Cross – perkusja

Byli
- Ashes – gitara elektryczna
- Davy D'vy – gitara basowa
- Andrea Rabuini – perkusja

## Dyskografia
EP
- Nightmare Factory 82 (2010)

## Teledyski
- My Decadent Thursday